# Смирнов, Павел Алексеевич
Па́вел Алексе́евич Смирно́в (род. 29 сентября 1994, Москва, Россия) — российский сноубордист, выступающий в хафпайпе и слоупстайле. Мастер спорта России.
- Призёр этапов Кубка Европы в хаф-пайпе;
- Серебряный призёр Общего зачёта Кубка Европы в хаф-пайпе 2012-13.
- Участник зимней олимпиады в сочи в 2014 году.

## Спортивная карьера

### Юниорские и молодёжные достижения
| Год  | Место проведения | Возраст | ХП | CC |
| ---- | ---------------- | ------- | -- | -- |
| 2013 | ЗУ Трентино      | U28     | 10 | 15 |

## Результаты выступлений в Кубке мира и на Чемпионатах мира
| |                     |       |              |          |           |
| \| 2014/15 Итоги (AFU) \| 2014/15 Итоги (AFU) \| Купер \| ЧМ Крайшберг \| Стоунхем \| Парк-Сити \| \| Очков \| Место \| Х-П \| Х-П \| Х-П \| Х-П \| \| - \| - \| 39 \| 19 \| 29 \| 22 \| |                     |       |              |          |           |
| Х-П — Хафпайп DNS — спортсмен был заявлен, но не стартовал DNF — спортсмен стартовал, но не финишировал DSQ — спортсмен финишировал, но дисквалифицирован CANC — старт отменён — — спортсмен не участвовал в этой гонке Примечание: очки набранные в гонках спортсменом на Чемпионатах мира и Олимпийских играх не учитываются в итоговом рейтинге Кубка мира. |                     |       |              |          |           |
| 2014/15 Итоги (AFU) | 2014/15 Итоги (AFU) | Купер | ЧМ Крайшберг | Стоунхем | Парк-Сити |
| Очков | Место               | Х-П   | Х-П          | Х-П      | Х-П       |
| - | -                   | 39    | 19           | 29       | 22        |